# نيكولاس دي بييرولا
نيكولاس دي بييرولا (بالإسبانية: Nicolás de Piérola) (و. 1839 – 1913 م) هو سياسي، وعسكري محترف، ومحام من بيرو ولد في أريكويبا.

## روابط خارجية
- نيكولاس دي بييرولا على موقع الموسوعة البريطانية (الإنجليزية)